# The Movie Database
The Movie Database（簡稱TMDb）是一個由社群構建的電影、電視節目、演員和劇組的線上資料庫。自稱「可以把TMDb看作是一個可編輯的針對電影、電視節目和演員的維基百科」。2009年，網站建立初使用了自由授權網站Open Media Database（omdb）的初始資料，僅包含10000部電影，之後新增的資料都是由使用者自行添加的。
截至2023年7月1日，TMDb共收錄了819,723部電影、151,472部電視節目（248,414個電視節目季數、3,891,221個電視節目集數）以及2,910,350名人物。

## 歷史
2008年9月16日，網站創始人Travis Bell買下了TMDB的域名。
2010年，TMDb被TiVo公司旗下的Fan TV收購，但網站仍由創始人Travis Bell管理。
2013年10月，網站加入了電視節目，并從Freebase匯入初始資料。

## API
TMDb的API可供所有人免費使用，但必須註冊為TMDb使用者才能請求API金鑰，並保留將來對API商業使用收費的權力。API可用於請求電影、電視節目及演員的圖像和資料。
由於IMDb免費提供下載的資料是文字格式，不能檢索，許多軟體都使用了TMDb的API。如Plex、Infuse、SeriesGuide等。